# Cannon Beach
Cannon Beach è una città degli Stati Uniti d'America situata nell'Oregon, nella Contea di Clatsop.
La spiaggia è diventata molto famosa e meta di turismo cinematografico negli anni 80 in quanto sono state girate alcune delle scene più famose del cult movie I Goonies.
Il faraglione Haystack Rock si trova sulla spiaggia di Cannon Beach ed è apparso in alcuni film de I Goonies e in Un poliziotto alle elementari.